# او-۴۷ (کریگس‌مارینه)
او-۴۷ (به آلمانی: U-47) یک او-بوت کریگسمارینه از نوع ۷ب بود.

## تاریخچه عملیاتی

### گشت دوم
با آغاز جنگ جهانی دوم، او-۴۷ به فرماندهی ناوسروان گونتر پرین، روز ۱۲ اکتبر سال ۱۹۳۹ به جزایر اورکنی نزدیک شد و یک روز را در عمق آب به انتظار نشست. او-بوت عصر روز بعد به سطح آمد و به آرامی از کانال منتهی به تأسیسات پایگاه نیروی دریایی بریتانیا در اسکاپا فلو در اسکاتلند عبور و در محیط آن رخنه کرد. دو نبردناو بریتانیایی پهلو گرفته در ساحل مشاهده شد. او-۴۷ ساعت ۱:۱۶ بامداد ۱۴ اکتبر از فاصله ۳۰۰۰ متری سه اژدر به سمت این دو هدف شلیک نمود. حدود سه دقیقه بعد یکی از اژدرها به نبردناو رویال اوک اصابت کرد که منجر به غرق شدن این شناور به همراه ۷۸۶ خدمه آن گشت.